# Eléazar ben Arakh
Eléazar ben Arakh (hébreu : אלעזר בן ערך) est un docteur de la Mishna de la seconde génération (Ier siècle de l'ère commune). Disciple préféré de Yoḥanan ben Zakkaï, il disparaît cependant de la sphère d'influence du judaïsme après la mort de son maître.
Sa tombe était vénérée à Alma, en Galilée.

## Source
- Cet article contient des extraits de l'article « Eleazar ben 'Arak » par Solomon Schechter et Samuel Mendelsohn de la Jewish Encyclopedia de 1901–1906 dont le contenu se trouve dans le domaine public.